# ذائلة

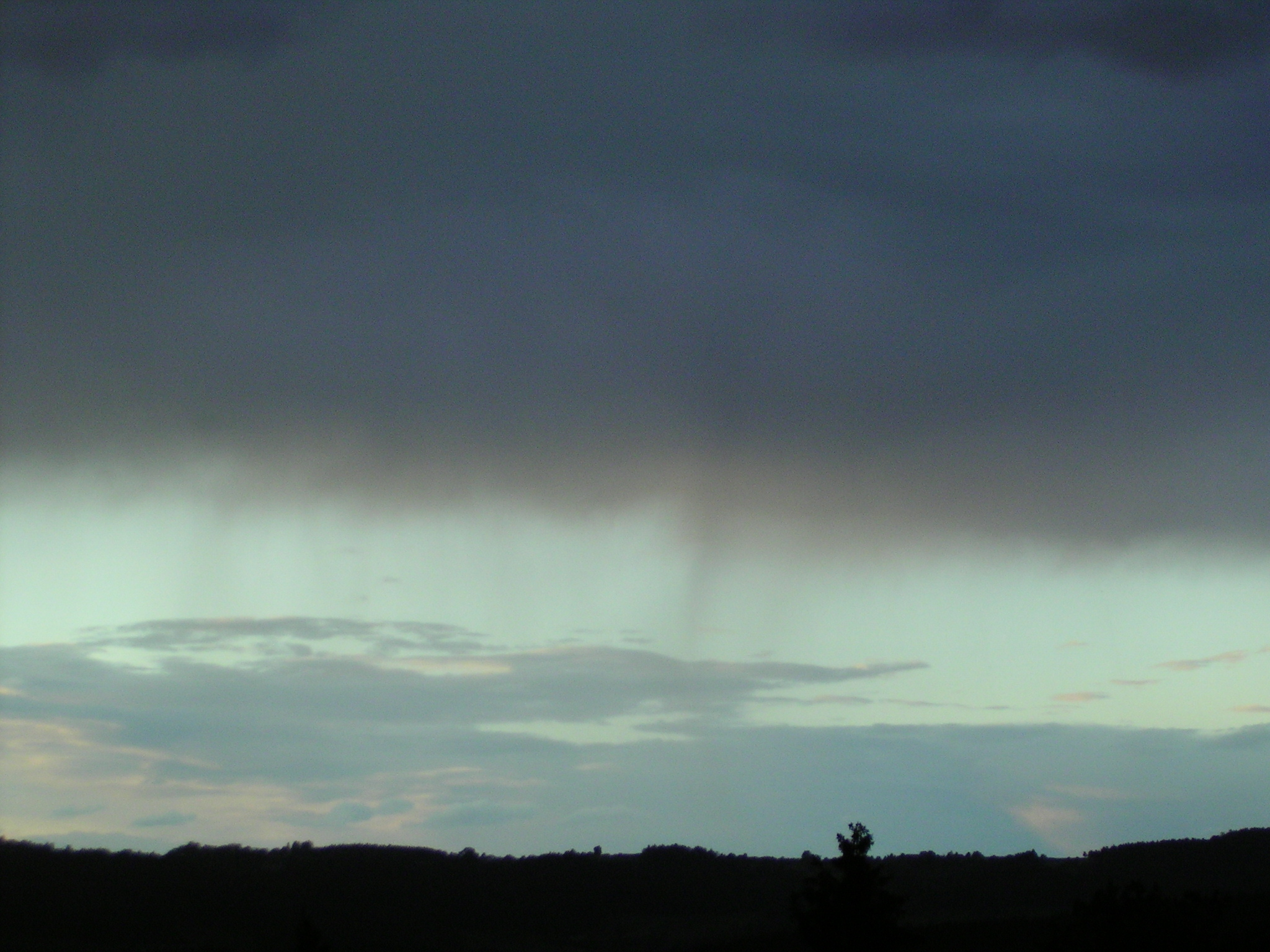
ذائلة سحاب طبقي داكن

في علم المناخ والأرصاد الجوية، الذائلة أو المُذنّب أو المُذيّل أو الشهاب المائي هي تهطال (سائلاً كان أم صلباً) يتبخر قبل وصوله إلى سطح الأرض، وهذا يتوقف على ارتفاع قاعدة الغيوم ودرجة جفاف الهواء وحرارته ما بين قاعدة الغيوم وسطح الأرض.